# Jack Alexy
John Carroll „Jack“ Alexy (* 19. Januar 2003 in Morristown, New Jersey) ist ein Schwimmer aus den Vereinigten Staaten. Bei Olympischen Spielen gewann er einmal Gold und einmal Silber. Er erhielt bis 2023 bei Weltmeisterschaften eine Goldmedaille, drei Silbermedaillen und eine Bronzemedaille auf der 50-Meter-Bahn.

## Sportliche Karriere
Jack Alexy wurde 2019 Juniorenweltmeister mit der 4-mal-100-Meter-Freistilstaffel. 2021 trat Alexy zu den US-Olympiaausscheidungen an. Über 100 Meter Freistil belegte er den zehnten Platz und verbesserte dabei den US-Altersklassenrekord für die 18-Jährigen, den seit 2015 Caeleb Dressel hielt.
Bei den Weltmeisterschaften in Fukuoka wurde die 4-mal-100-Meter-Freistilstaffel mit Ryan Held, Jack Alexy, Chris Guiliano und Matt King Dritte hinter Australiern und Italienern, im Vorlauf waren Destin Lasco und Justin Ress geschwommen. Über 100 Meter Freistil gewann der Australier Kyle Chalmers mit 0,16 Sekunden vor Alex, der seinerseits 0,11 Sekunden vor dem drittplatzierten Franzosen Maxime Grousset anschlug. Über 50 Meter Freistil siegte mit Cameron McEvoy ebenfalls ein Australier. Mit 0,51 Sekunden Rückstand erschwamm Alexy die Silbermedaille mit einer Hundertstelsekunde Vorsprung vor dem Briten Benjamin Proud. In der 4-mal-100-Meter-Lagenstaffel erreichten im Vorlauf Hunter Armstrong, Josh Matheny, Thomas Heilman und Matt King die schnellste Zeit. Im Endlauf waren Ryan Murphy, Nic Fink, Dare Rose und Jack Alexy drei Sekunden schneller als die Vorlaufstaffel und siegten mit 1,8 Sekunden Vorsprung vor den Chinesen. In der 4-mal-100-Meter-Mixed-Freistilstaffel waren Matt King, Chris Guiliano, Olivia Smoliga und Bella Sims das zweitschnellste Team hinter Australien. Auch im Finale gewann das australische Quartett, den zweiten Platz erreichten Jack Alexy, Matt King, Abbey Weitzeil und Kate Douglass.
2024 bei den Olympischen Spielen in Paris siegte die 4-mal-100-Meter-Freistilstaffel mit Jack Alexy, Chris Guiliano, Hunter Armstrong und Caeleb Dressel mit über einer Sekunde Vorsprung vor den Australiern. Im Vorlauf waren Ryan Held und Matt King dabei gewesen. Die Lagenstaffel mit Ryan Murphy, Nic Fink, Caeleb Dressel und Jack Alexy gewann Silber mit einer halben Sekunde Rückstand auf die Chinesen, hier waren im Vorlauf Hunter Armstrong, Charlie Swanson und Thomas Heilman dabei.
Jack Alexy studiert seit 2021 an der University of California, Berkeley und schwimmt für deren Sportteam, die California Bears.